# Úrvalsdeild 1999
Úrvalsdeild 1999 là mùa giải thứ 88 của giải bóng đá ở Iceland. KR giành chức vô địch thứ 21. Valur và đội mới lên hạng Víkingur bị xuống hạng. Giải đấu còn có tên là Landssímadeild, do sự tài trợ của công ty nay đã giải thể, Landssíminn.

## Bảng xếp hạng
| Vị thứ | Đội        | St | T  | H | B  | BT | BB | HS  | Đ  | Ghi chú               |
| ------ | ---------- | -- | -- | - | -- | -- | -- | --- | -- | --------------------- |
| 1      | KR         | 18 | 14 | 3 | 1  | 43 | 13 | +30 | 45 | UEFA Champions League |
| 2      | ÍBV        | 18 | 11 | 5 | 2  | 31 | 14 | +17 | 38 | Cúp UEFA              |
| 3      | Leiftur    | 18 | 6  | 8 | 4  | 22 | 26 | -4  | 26 | Cúp UEFA              |
| 4      | ÍA         | 18 | 6  | 6 | 6  | 21 | 21 | +0  | 24 | Cúp Intertoto         |
| 5      | Breiðablik | 18 | 5  | 6 | 7  | 22 | 24 | -2  | 21 |                       |
| 6      | Grindavík  | 18 | 5  | 4 | 9  | 25 | 29 | -4  | 19 |                       |
| 7      | Fram       | 18 | 4  | 7 | 7  | 23 | 27 | -4  | 19 |                       |
| 8      | Keflavík   | 18 | 5  | 4 | 9  | 28 | 34 | -6  | 19 |                       |
| 9      | Valur      | 18 | 4  | 6 | 8  | 28 | 38 | -10 | 18 | Xuống hạng            |
| 10     | Víkingur   | 18 | 3  | 5 | 10 | 21 | 38 | -17 | 14 | Xuống hạng            |

## Vua phá lưới
| # | Cầu thủ                      | Câu lạc bộ | Số bàn thắng | Số lần ra sân |
| - | ---------------------------- | ---------- | ------------ | ------------- |
| 1 | Steingrímur Jóhannesson      | ÍBV        | 12           | 18            |
| 2 | Bjarki Gunnlaugsson          | KR         | 11           | 16            |
| 3 | Grétar Ólafur Hjartarson     | Grindavík  | 10           | 17            |
| 3 | Kristján Carnell Brooks      | Keflavík   | 10           | 18            |
| 5 | Guðmundur Benediktsson       | KR         | 9            | 18            |
| 5 | Alexandre Barreto Dos Santos | Leiftur    | 9            | 17            |
| 5 | Sigurbjörn Hreiðarsson       | Valur      | 9            | 17            |
| 8 | Uni Arge                     | Leiftur    | 8            | 17            |
| 9 | Hreiðar Bjarnason            | Breiðablik | 6            | 18            |
| 9 | Kristinn Lárusson            | Valur      | 6            | 18            |

| Vô địch Landssímadeild 1999 |
| --------------------------- |
| KR Danh hiệu thứ 21         |